# 奧斯滕索山

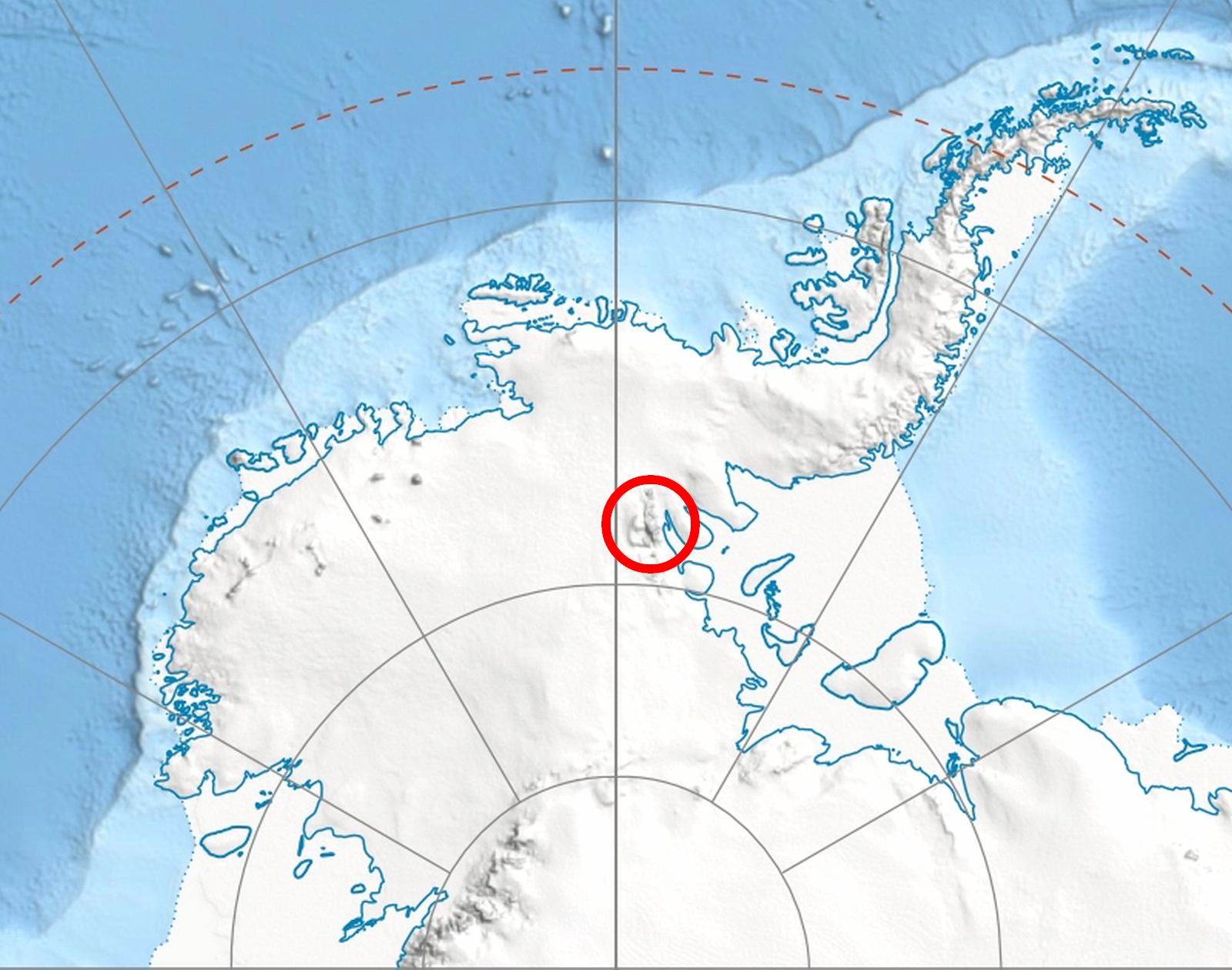

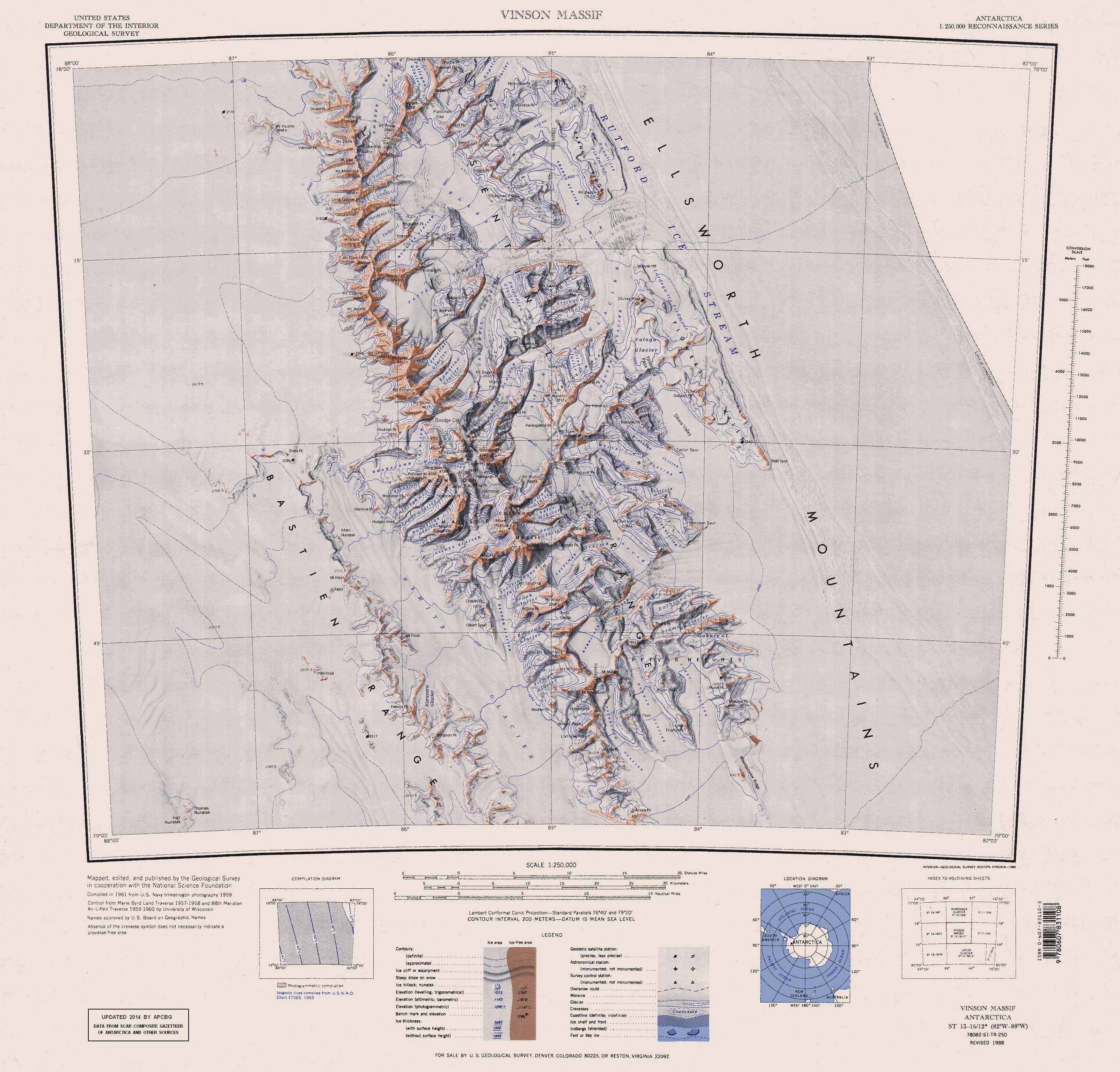

奧斯滕索山（英語：Mount Ostenso），是南極洲的山峰，位於埃爾斯沃思地，屬於埃爾斯沃思山脈中森蒂納爾嶺的一部分，處於吉奧維內托山以南3.7公里，海拔高度4,180米，現時由南極條約體系管理。